# Boerhavia africana
Boerhavia africana är en underblomsväxtart som beskrevs av João de Loureiro. Boerhavia africana ingår i släktet Boerhavia och familjen underblomsväxter. Inga underarter finns listade i Catalogue of Life.